# Narval
O narval ou unicórnio-do-mar é uma baleia dentada de tamanho médio e o animal com os maiores caninos. Vive durante todo o ano no Ártico. É uma das duas espécies vivas de baleias da família Monodontidae, juntamente com a baleia beluga e o Golfinho-do-irauádi. Os narvais machos são distinguidos por uma presa helicoidal longa e reta que, na verdade, é um canino superior esquerdo alongado. Vale ressaltar que aproximadamente 15% das fêmeas também desenvolvem essa presa. Encontrados principalmente no Norte do Canadá e águas da Gronelândia, raramente ao sul de 65° N de latitude, os narvais são predadores do ártico excepcionalmente especializados.
No inverno, alimentam-se de presas bentônicas, principalmente pleuronectídeoss, em profundidades de até 1 500 m sob densos blocos de gelo. Os narvais foram caçados durante mais de mil anos pelos povos inuítes do norte do Canadá e da Groenlândia devido à sua carne e marfim, e uma caça de subsistência regulamentada continua até hoje. Ainda que as populações pareçam estáveis, o narval é particularmente vulnerável às alterações climáticas, devido a uma distribuição geográfica restrita e dieta especializada. Narvais são especialmente difíceis de estudar, pois vivem em regiões remotas e se locomovem muito rápido.

## Taxonomia e etimologia

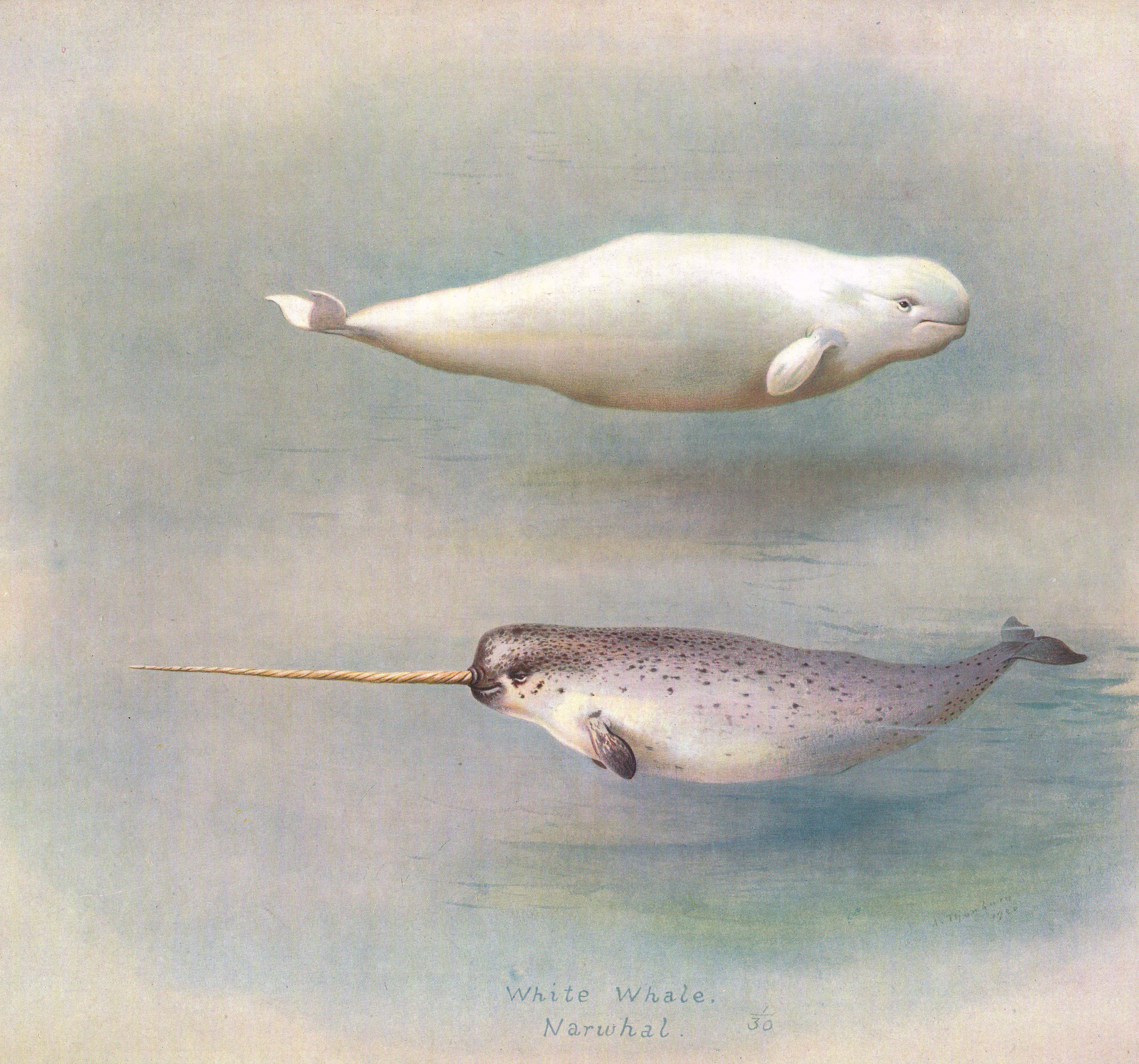
Ilustração de um narval e uma beluga, seu parente vivo mais próximo

O narval foi uma das muitas espécies originalmente descritas por Linnaeus na obra Systema Naturae. O nome deriva da palavra nórdica antiga nár, que significa "cadáver", em referência à  pigmentação acinzentada do animal, em alusão à cor de um marinheiro afogado, e ao seu hábito em época de verão de postura inerte ou perto da superfície do mar (chamada "corte").
O nome científico do narval, Monodon monoceros deriva grego: "um-dente / um-chifre" ou "unicórnio dentado".
O narval é mais estreitamente relacionado com a baleia beluga. Juntas essas duas espécies compõem os únicos membros existentes da família Monodontidae, por vezes referidas como "baleias brancas". Os Monodontidae distinguem-se pelo tamanho médio (em torno de 4 m de comprimento), focinhos curtos e pela ausência de uma  barbatana dorsal verdadeira. As baleias brancas, golfinhos (Delphinidae) e botos (Phocoenidae) em conjunto compõem a superfamília Delphinoidea, que são provavelmente de origem monofilética. A evidência genética sugere que os botos são mais estreitamente relacionados com as baleias brancas, e que estas duas famílias constituem um clado separado, que divergiu dos Delphinoidea dentro dos últimos 11 milhões de anos. Há evidências fósseis que mostram que as baleias brancas antigas viviam em águas tropicais. As quais poderão ter migrado para águas árticas e subárticas, em resposta a mudanças na cadeia alimentar marinha durante o Plioceno.

## Descrição

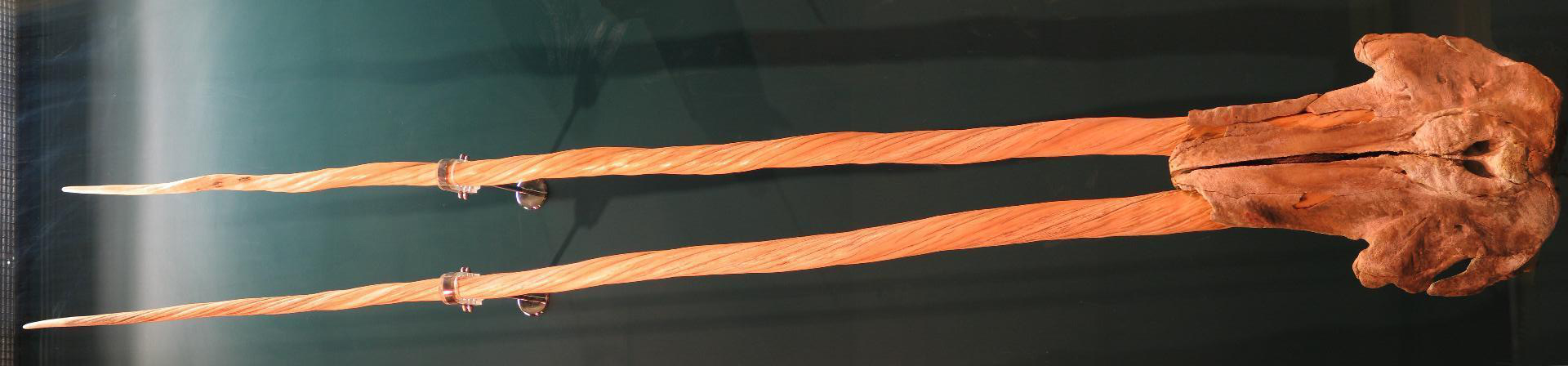
Este crânio narval tem presas duplas, uma característica rara em narvais. Normalmente, os machos têm uma única presa longa, o canino do lado esquerdo do maxilar superior. (Zoologisches Museum em Hamburgo)

Os narvais são baleias de médio porte, tendo em torno do mesmo tamanho que uma baleia beluga. O comprimento total, em ambos os sexos, com excepção da "presa" do macho, pode variar de 3,95 m a 5,5 m. Os machos, com um comprimento médio de 4,1 m, são um pouco maiores do que as fêmeas, com uma média de 3,5 m. O peso típico do adulto pode variar de 800 a 1 600 kg. Os machos atingem a maturidade sexual entre 11 e 13 anos de idade, quando possuem aproximadamente 3,9 m de comprimento, e as fêmeas atingem a maturidade entre 5 e 8 anos, quando elas possuem 3,4 m de comprimento. A pigmentação do narval é um padrão tingido, com manchas castanho-escuras sobre um fundo branco. Elas são mais escuras quando nascem e a cor se torna mais branca com a idade, com manchas brancas em desenvolvimento no umbigo e fenda genital na maturidade sexual. Os machos idosos podem ser quase puramente brancos. Os narvais não têm uma barbatana dorsal, possivelmente uma adaptação evolutiva para nadar facilmente sob o gelo. Além disso, as vértebras do pescoço do narval não são fundidas em conjunto, mas são articuladas, como as de mamíferos terrestres. Ambas as características são compartilhadas pela baleia beluga (Delphinapterus leucas), um companheiro habitante dos mares árticos gelados.

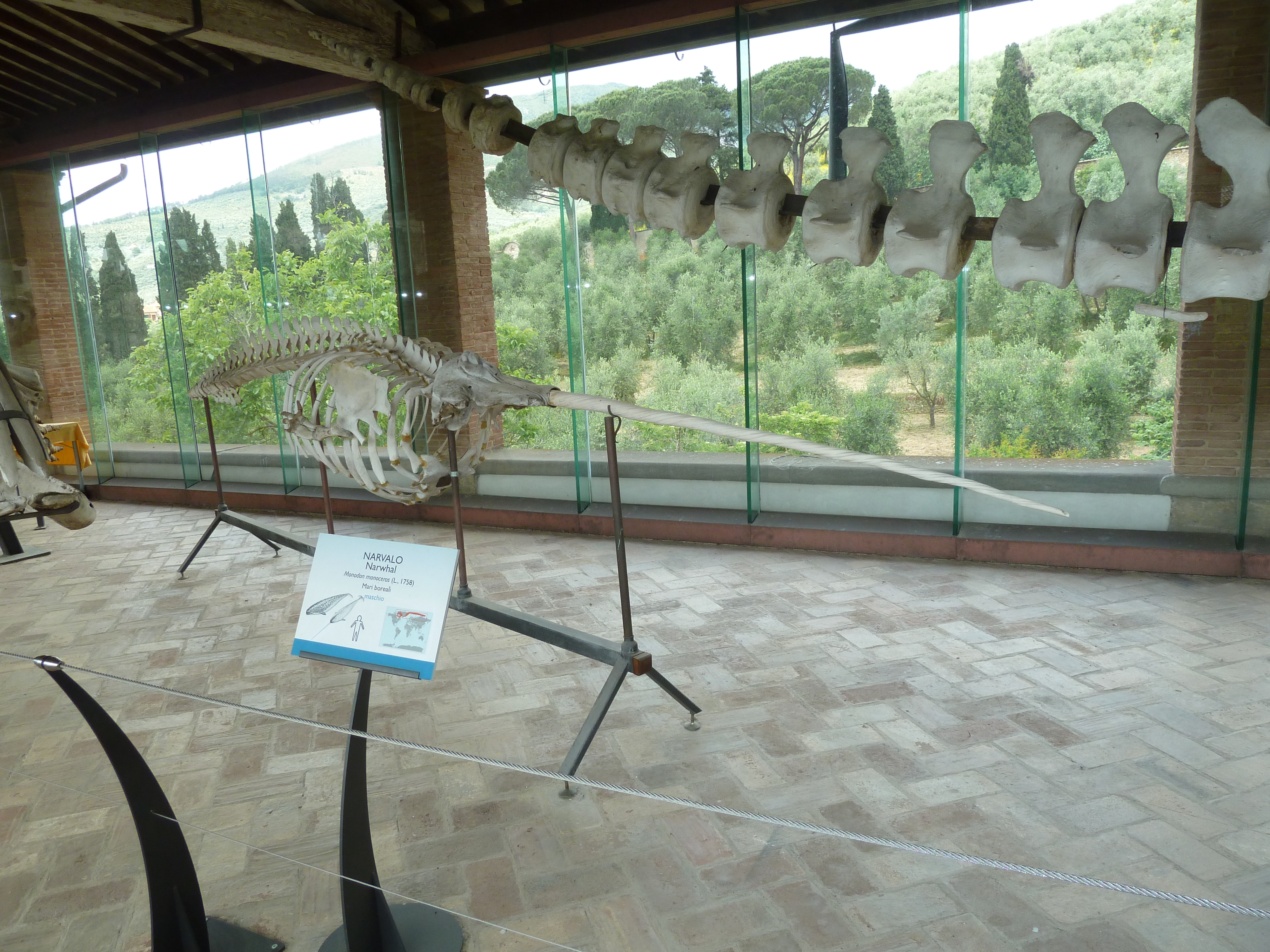
Esqueleto completo no Museo di storia naturale e del territorio dell'Università di Pisa

A característica mais notável do narval macho é sua única presa extremamente longa, um dente canino que se projeta a partir do lado esquerdo da mandíbula superior, por meio do lábio e forma uma hélice com a pata esquerda. A presa cresce ao longo da vida atingindo comprimentos de 1,5 a 3,1 m. Apesar de sua aparência formidável, a presa é oca e pesa apenas cerca de 10 kg. Cerca de um em 500 machos tem duas presas, o que ocorre quando o canino direito, normalmente menor e não tanto em linha reta, também cresce através do lábio. Às vezes podem crescer presas nas fêmeas, embora as evidências sobre a frequência sejam um pouco conflitantes. Tem sido afirmado que apenas cerca de 15 por cento delas têm uma presa e que "quando ocasionalmente cresce uma presa na fêmea, ela tende a ser muito menor do que a presa do macho, com uma espiral menos nítida." Noutros lugares, foi afirmado que "na maioria do sexo feminino os dentes nunca irrompem a gengiva" e "narvais fêmeas têm uma presa mais curta e reta", mas com nenhum comentário sobre a frequência da ocorrência. As fêmeas podem produzir uma segunda presa, mas só há um único caso registrado de uma fêmea com presas duplas. A presa está conectada ao resto do corpo por meio do sangue, então cada nova camada de crescimento registra aspectos da fisiologia animal durante o ano em que foi formada. Assim, é possível determinar a idade de um narval baseado na espessura de sua presa.
A biologia considera a presa uma característica sexual secundária, semelhante à juba de um leão ou as penas da cauda de um pavão. Charles Darwin discutiu e defendeu esta hipótese longamente em «A Descendência do Homem e Seleção em Relação ao Sexo» (1871). Pode ajudar a determinar a posição social; manter hierarquias de poder ou ajudar os machos jovens a desenvolver as competências necessárias para o desempenho de papéis sexuais adultos. São raras as ocorrências em relatos científicos de narvais a utilizar a presa em lutas ou noutro comportamentos agressivos ou mesmo para quebrar o gelo do mar no seu habitat ártico. Pesquisas feitas em 2014 indicam também que as presas poderiam ser utilizadas como um órgão sensorial ou para medir a salubridade da água. Os resultados dessa pesquisa foram publicados na revista The Anatomical Record. Contudo, alguns biólogos alegam que, se esse fosse o caso, provavelmente um número maior de fêmeas também teriam esse canino desenvolvido.
Atualmente, a hipótese mais aceita é que os narvais utilizam esses caninos para golpear suas presas e assim incapacitá-las. Essa hipótese ganhou força em 2017, depois que cientistas canadenses filmaram com drones um grupo de narvais em Nunavet atordoando Bacalhaus do Ártico com batidas na água, e posteriormente, os devorando.
Alguns têm um segundo pequeno dente, na boca, mas são essencialmente desdentados. A presa é um órgão sensorial altamente inervado, o que foi asseverado por cientistas nos princípios do século XXI, depois de muitos séculos de mito e ficção, em que se lhe eram atribuídos os mais variados papéis, que alternavam de varinha mágica a armamento. Existe pelo menos um exemplo conhecido do uso da presa contra outra espécie: a ponta quebrada da presa de um narval foi encontrada enterrada no melão de uma beluga, indicando que houve um encontro agressivo.

## Distribuição

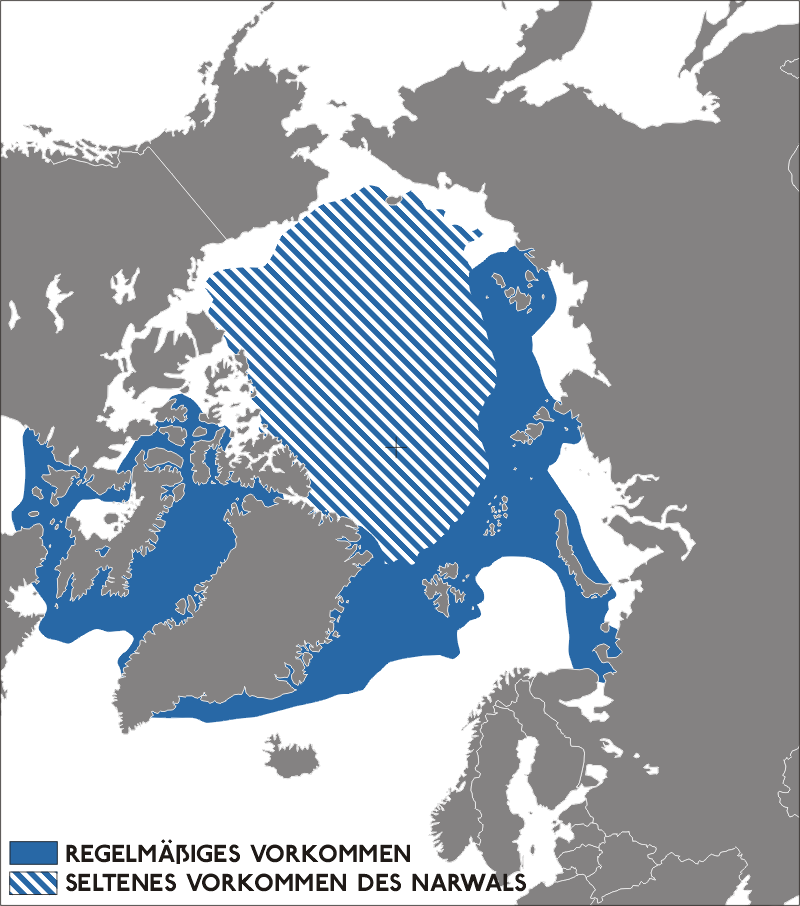
As frequentes (sólido) e raras (listrado) ocorrências de populações narvais

O narval é encontrado predominantemente nas regiões do Atlântico e Oceano Ártico russo. Estes são comumente registrados na parte norte da baía de Hudson, Estreito de Hudson, e Baía de Baffin; na costa leste da Groenlândia; e numa faixa que vai do leste do extremo norte da Groenlândia e volta para o leste da Rússia (170° Leste). Terras nesta faixa incluem Svalbard, a Terra de Francisco José e Severnaya Zemlya. Avistamentos no extremo norte de narvais tem ocorrido ao norte de Francisco José, por volta de 85° de latitude norte. A maioria das narvais do mundo estão concentradas nos fiordes e enseadas do norte do Canadá e da Groenlândia ocidental.

## Comportamento e dieta

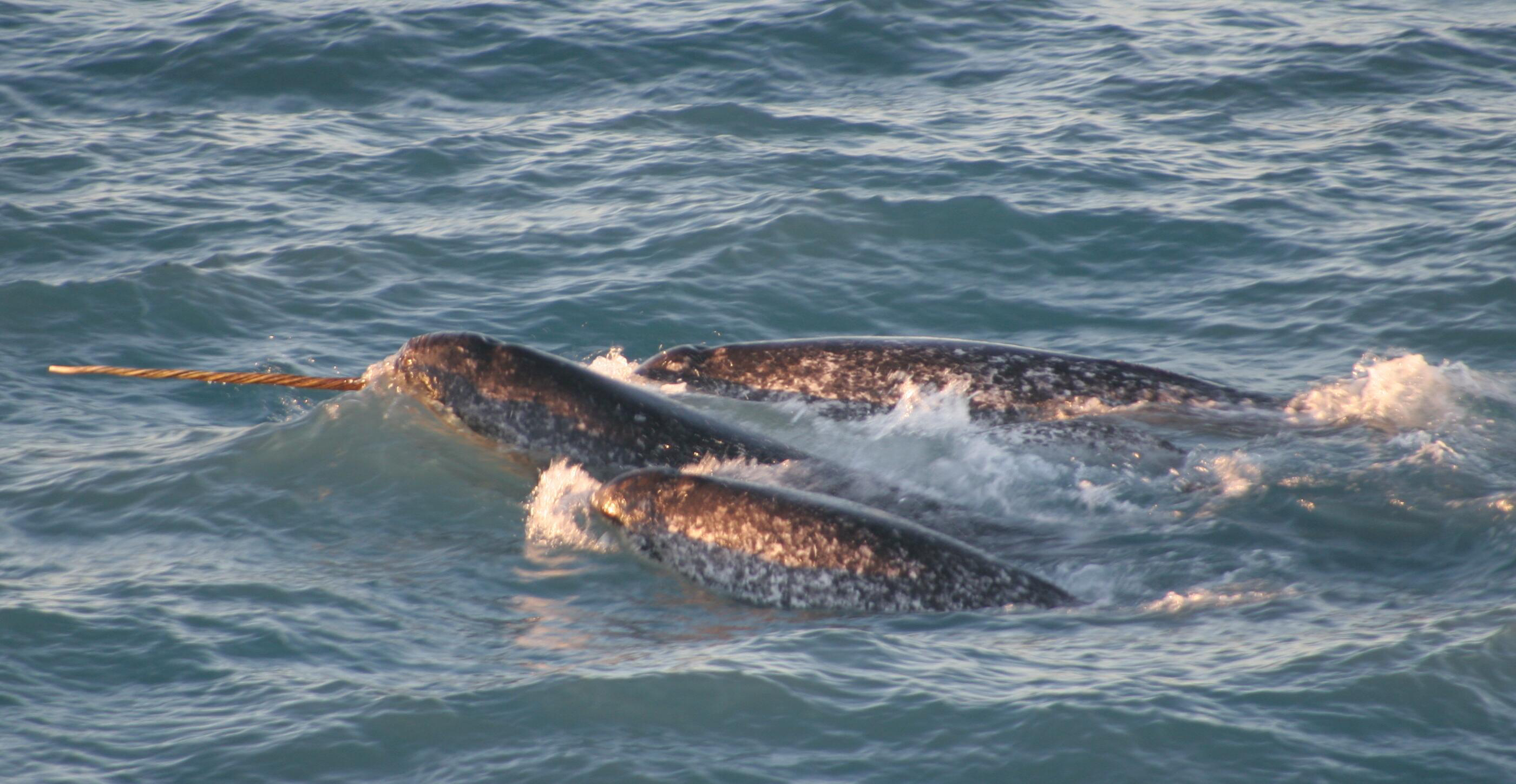
Um grupo de narvais

Os narvais têm uma dieta relativamente restrita e especializada. Suas presas são predominantemente compostas de halibutes da Gronelândia e bacalhaus do Ártico, chocos, camarão e lula armhook. Foram, ainda, encontrados nos estômagos de espécimes de narvais vestígios de peixe-lobo, capelim, ovos de rajidae e, por vezes rochas, ingeridas acidentalmente quando as baleias se alimentam perto do fundo. Devido à falta de dentição bem desenvolvida na boca, acredita-se que narvais se alimentam nadando em direção a presa até que esteja dentro do alcance e, em seguida, a sugam com a boca, servindo-se duma força considerável. Pensa-se que as baleias de bico, que possuem dentição similarmente reduzida, também suguem as presas.
Os narvais são uma espécie migratória. Quando a primavera chega, abrem-se canais no gelo e os narvais retornam às baías costeiras.  Exibem migrações sazonais, com uma alta fidelidade de retorno a determinados locais preferenciais. Nos meses de Verão, deslocam-se para mais perto das costas. No inverno, deslocam-se para águas mais profundas no mar, sob gelo grosso, surgindo em fissuras estreitas no gelo marinho. Os narvais do Canadá e Oeste da Gronelândia invernam regularmente no bloco de gelo do Estreito de Davis e da Baía de Baffin, ao longo do talude continental, com menos de 5% de água aberta e altas densidades de halibutes da Gronelândia. A alimentação no inverno corresponde a uma parcela muito maior de consumo de energia dos narvais do que no verão e, como predadores marinhos, são excecionalmente bem-sucedidos nas explorações que fazem nos ecossistemas árticos de águas profundas.
A mais notável das adaptações desta espécie é a capacidade de realizar mergulhos profundos. O narval vê excepcionalmente com som.  Quando se encontram nos locais habituais de invernagem, os narvais fazem alguns dos mergulhos mais profundos alguma vez atribuídos a um mamífero marinho, mergulhando a profundidas de, pelo menos, 800 metros, mais de 15 vezes por dia, com muitos mergulhos que alcançam os 1 500 metros de profundidade. Os mergulhos com essas profundidades giram em torno de 25 minutos, incluindo o tempo gasto no fundo e o tempo de trânsito de ida e volta a partir da superfície. Nas regiões veraneias mais rasas, os narvais mergulham a profundidades entre os 30 e os 300 metros.
Os narvais, normalmente, congregam-se em grupos de cinco a dez membros, por vezes até 20 fora do período estival. Os grupos podem ser "viveiros" com apenas fêmeas e jovens ou pode conter apenas os juvenis pós-dispersão ou adultos do sexo masculino, embora possa haver grupos mistos em qualquer época do ano. No verão, reúnem-se vários grupos, formando agregados maiores. Tais agregados podem conter entre 500 a mais de 1 000 indivíduos.  Por vezes, os narvais machos esfregam as presas, uns dos outros, em atividades chamadas "tusking". Pensa-se que este comportamento visa para manter as hierarquias sociais de poder ou a manutenção da presa como um órgão sensorial sensível.
Os narvais conceberam sistemas complexos e sofisticados, em que usam o som para investigar o seu habitat e para encontrar alimento. O narval pode criar "cliques", "apitos" e "batidas", provavelmente por meio do controlo de ar entre as câmaras perto da bolha, como é conhecido por ser feito em outras espécies de odontocetos. Estes sons podem então ser refletidos na fronte inclinada do crânio, ou então ser ainda mais focalizados pelo melão, o espaço em volta da cabeça preenchido com uma mistura de óleos de banha, e pode ser alterado sob controlo muscular. As cadeias de cliques são usadas pelas baleias dentadas para ecolocalização de presas, e para a detecção de obstáculos a distâncias curtas. Tem sido sugerido que os "estrondos" individuais poderiam ser fortes o suficiente para desorientar ou incapacitar a presa, fazendo com que ela seja mais fácil de capturar, mas esta tese não foi verificada.

## Criação e início da vida
As fêmeas começam a ter as primeiras ninhadas por torno dos seis aos oito anos de idade. Os narvais adultos acasalam em Abril ou Maio, quando estão nos bancos de gelo marítimos. A gestação dura 14 meses e os filhotes nascem entre Junho e Agosto do ano seguinte. Os filhotes são cuidados durante cerca de 20 meses. O longo período de aleitamento dá-lhes o tempo necessário para aprenderem as competências de que precisam para sobreviver. A mãe e os filhote não se costumam afastar muito e mesmo quando estas baleias viajam, os filhotes continuam por perto das costas da mãe.

## Mortalidade e conservação

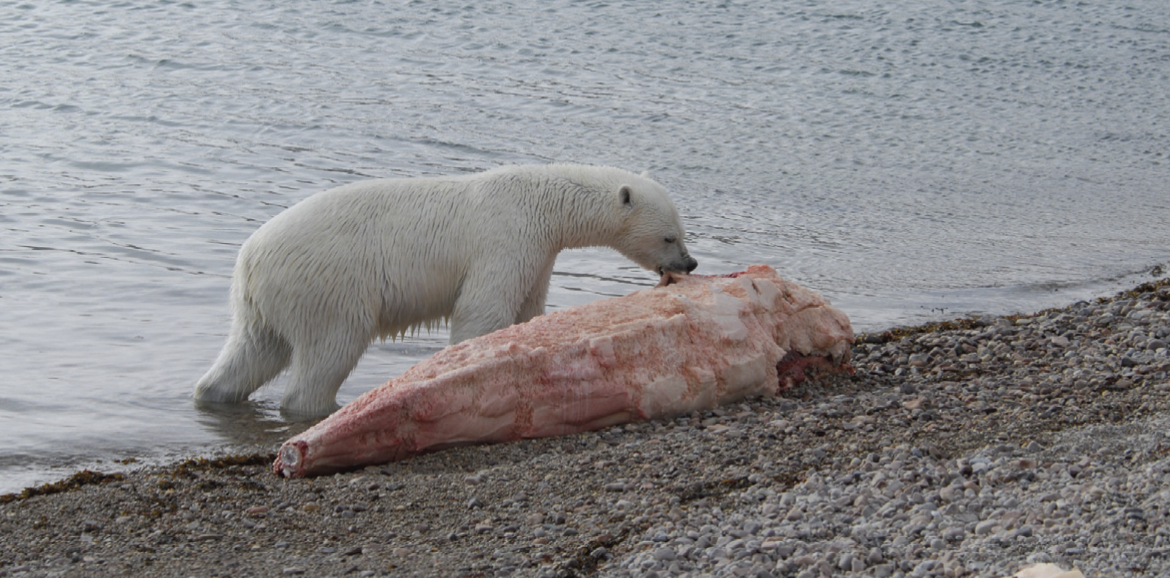
Um urso polar limpando uma carcaça narval

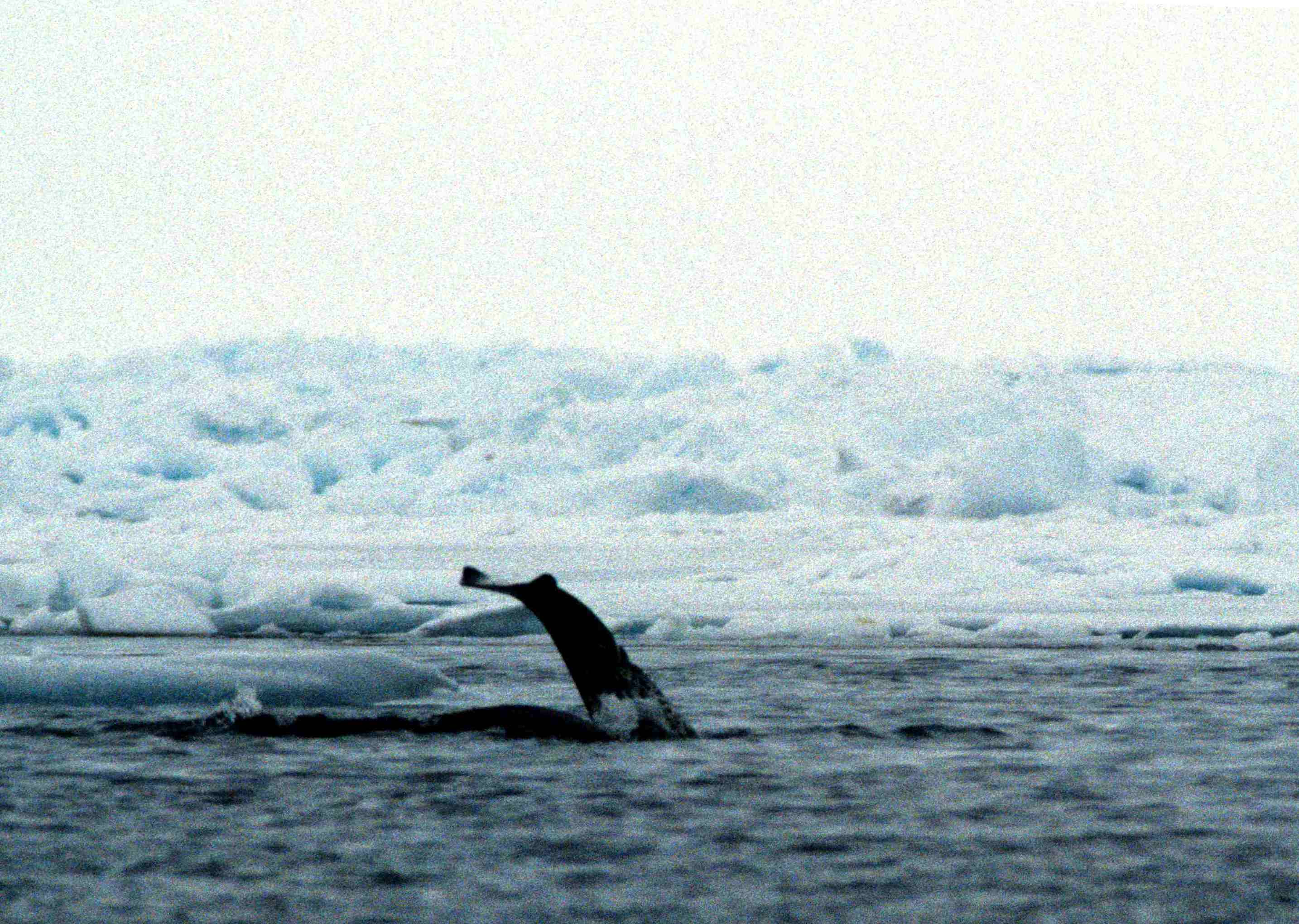
Barbatana caudal de uma narval

Normalmente, os narvais podem viver uma vida bastante longa, orçando uma esperança de vida que vai pelo menos até aos 50 anos, de acordo com os casos conhecidos. Uma das causas principais de mortalidade é o sufocamento, mercê da dificuldade do espécime em conseguir sair da superfície das águas do Ártico antes destas congelarem no final do Outono. A fome também as pode ameaçar, especialmente aos unicórnios-do-mar mais jovens. Embora quase toda a predação moderna de narvais seja realizada por seres humanos, há alguns predadores naturais que também as atacam de vez em quando. Os predadores naturais primários são os ursos polares, que tentam caçar os narvais em respiradouros abertos no gelo, visando principalmente os narvais mais jovens e inexperientes; e os bandos de orcas, que, em conjunto, são capazes de dominar um único narval. Os tubarões da Groenlândia e as morsas são capazes de apanhar alguns espécimes mais jovens ou adultos enfraquecidos e feridos, embora tal seja bastante raro.
Os povos Inuítes, que chamam "qilalugaq tugaalik" à presa de narval, estão autorizados a caçar esta espécie de baleia legalmente, por molde a prover à sua subsistência. Os narvais têm sido caçados extensivamente, à guisa do que sucede com outros mamíferos marinhos, como as focas e as baleias, como fonte de gordura, o que, por sinal, constituía um dos recursos mais importantes dos povos nativos que vivem nas regiões árticas. Quase todas as partes do narval, incluindo a carne, pele, gordura e órgãos são consumidos. O mattak, nome dado à pele crua e gordurosa, é considerado uma iguaria e os ossos do narval são usados para fabricar ferramentas e peças de arte. A pele é uma importante fonte de vitamina C, que é difícil de se obter nos climas gelados do ártico. Nalguns locais da Groenlândia, como em Qaanaaq, são utilizados métodos tradicionais de caça e as baleias são copejadas a partir de  caiaques artesanais. Noutras partes da Gronelândia e do norte do Canadá, a caça baleeira faz-se com recurso a barcos de alta velocidade e fuzis de caça.
Os narvais são das espécies mais vulneráveis de mamíferos marinhos do Ártico, face ao flagelo das mudanças climáticas, atendendo a um estudo feito  em 2008, que quantificou as vulnerabilidades de 11 mamíferos marinhos do Ártico durante todo o ano. Os narvais trazidos para cativeiro tendem a morrer de causas naturais. A população mundial desta espécie é atualmente estimada em cerca de 75 000 indivíduos. Acredita-se que existam cerca de 25 000 a 50 000 reproduções de narvais em estado selvagem em todo o mundo. A União Europeia estabeleceu uma proibição de importação de presas. Enquanto há muitos países que não só estabeleceram estas proibições, como já têm cotas de capturas em vigor, o que será importante também em áreas recém-abertas causadas pela diminuição dos calotes de gelo do mar.

## Relações com humanos
Há uma lenda inuíte que reza que a presa do narval foi criada, quando uma mulher com uma corda amarrada ao redor de um arpão, foi arrastada para o mar, depois do arpão ter atingido um grande narval. Transformou-se numa narval fêmea e o cabelo, que usava apanhado atrás, num nó, transformou-se na presa helicoidal, tão emblemática desta espécie.